# Ospitalierii Sfântului Spirit

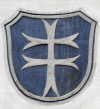
Stema ospitalierilor Sfântului Spirit

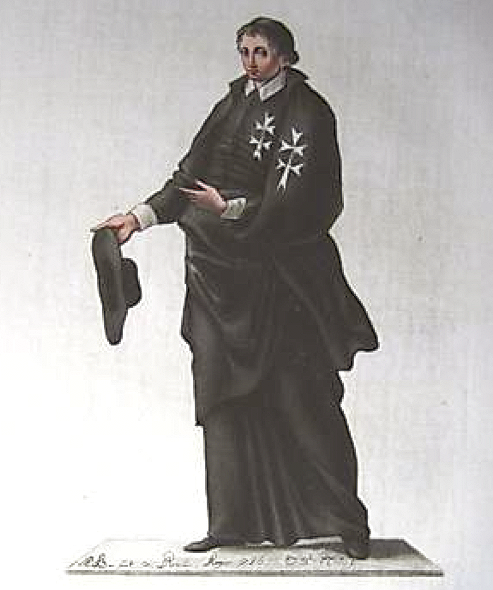
Portul fraților ospitalieri

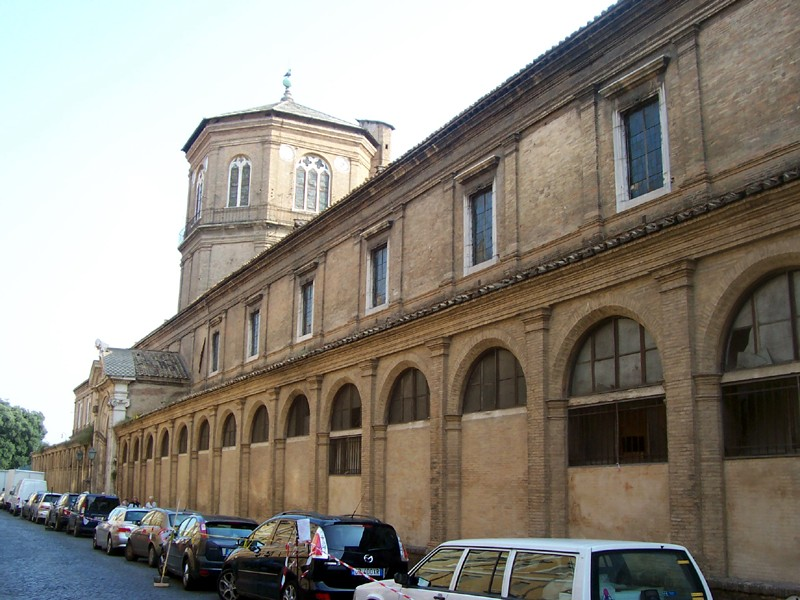
Sediul Ospedale di Santo Spirito in Sassia din Roma

Ospitalierii Sfântului Spirit sunt membrii unui ordin călugăresc catolic înființat în evul mediu, cu scopul îngrijirii bolnavilor și nevoiașilor. Idealul ordinului a avut  de la început în vedere ajutorarea săracilor, orfanilor și bolnavilor. Ospitalierii au găzduit în spitalele lor și pe călătorii pelerini.

## Istoric
Ordinul a luat naștere între anii 1170-1175 la Montpellier. Frăția ospitalieră a lui Guido de Montpellier, dedicată îngirjirii bolnavilor și nevoiașilor, a fost confirmată în anul 1198 de papa Inocențiu al III-lea și recunoscută ca ordin. Cel târziu în anul 1204 comunitatea a adoptat regula sfântului Augustin. Papa a transferat acestui ordin o biserică din Roma, cunoscută în prezent ca Santo Spirito in Sassia. 
Ordinul a inclus în statutele sale unele elemente specifice ordinelor ospitaliere cavalerești. Frații ospitalieri își asumau printr-un vot (jurământ) special serviciul spitalicesc.
În anul 1298 ospitalierii Sf. Spirit au deschis Spitalul Sf. Spirit din Sibiu, primul spital de pe teritoriul actual al României.